# Eutetranychus pantopus
Eutetranychus pantopus är en spindeldjursart som först beskrevs av Berlese 1910.  Eutetranychus pantopus ingår i släktet Eutetranychus och familjen Tetranychidae. Inga underarter finns listade i Catalogue of Life.